# Trdobojci
Trdobojci – wieś w Słowenii, w gminie Videm. W 2018 roku liczyła 94 mieszkańców.